# Селиштат (Брашов)
Селиштат (рум. Seliștat) насеље је у Румунији у округу Брашов у општини Шоарш. Oпштина се налази на надморској висини од 563 m.

## Становништво
Према подацима из 2002. године у насељу је живело 224 становника.

### Попис2002.
| Расподела становништва по националности 2002.‍ | Расподела становништва по националности 2002.‍ | Расподела становништва по националности 2002.‍ | Расподела становништва по националности 2002.‍ | Расподела становништва по националности 2002.‍ |
| --------------------------------------------- | --------------------------------------------- | --------------------------------------------- | --------------------------------------------- | --------------------------------------------- |
|                                               |                                               |                                               |                                               |                                               |
| Румуни                                        | Румуни                                        |                                               | 133                                           | 60,7%                                         |
| Роми                                          | Роми                                          |                                               | 86                                            | 39,3%                                         |